# Badamia exclamationis
Badamia exclamationis, thường được gọi là Brown Awl trong tiếng Anh, là một loài bướm thuộc họ Bướm nhảy, thường thấy ở Ấn Độ, Đông Nam Á và Úc.

## Hình ảnh

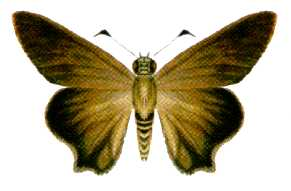
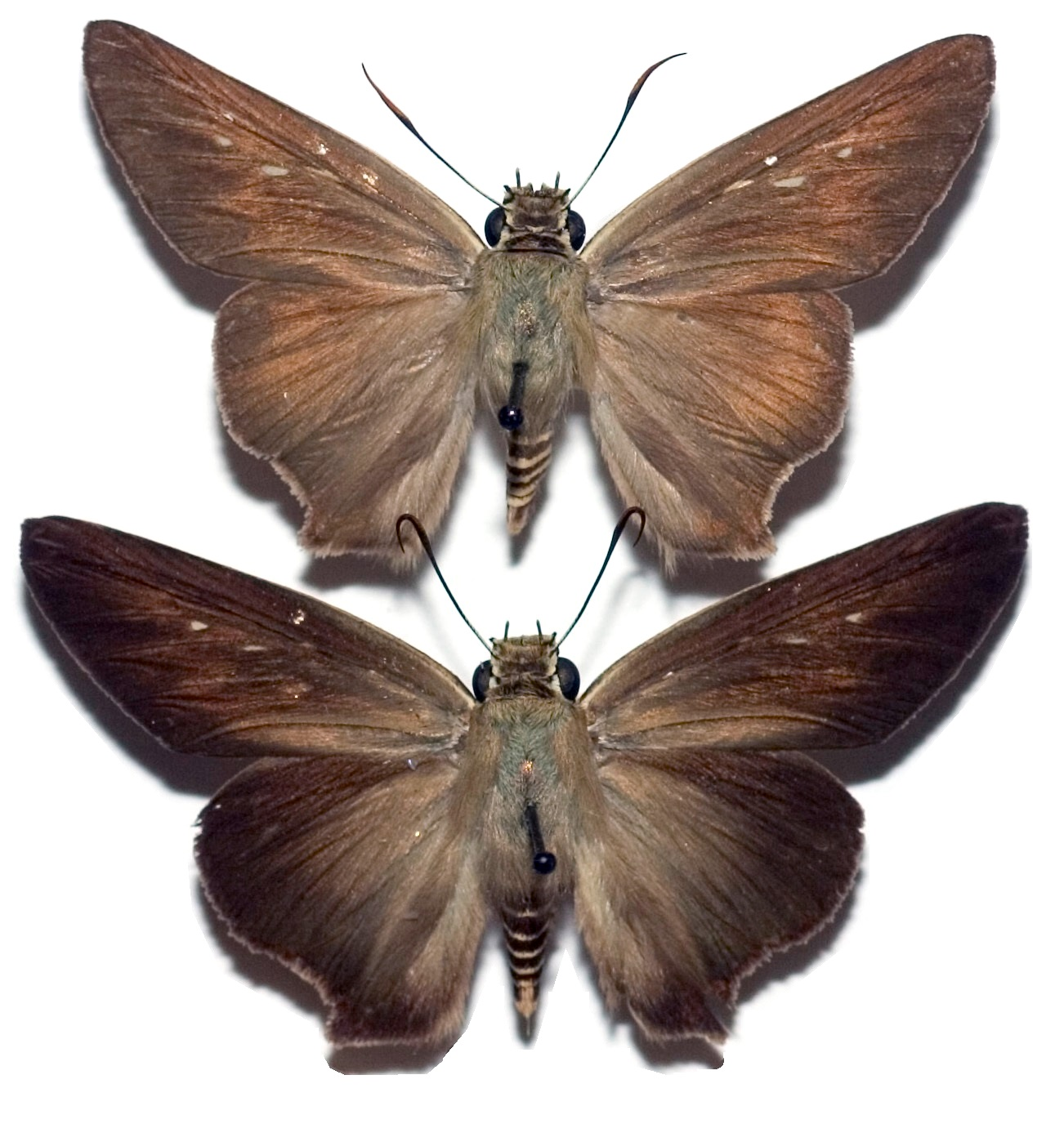
Tiêu vật trong bảo bàng